# Matt Monro
Matt Monro, echte naam Terence Parsons (Shoreditch, Londen, 1 december 1930 – South Kensington, Londen, 7 februari 1985), was een Britse zanger.
Hij was truck- en buschauffeur, maar zingen was zijn grootste passie. In 1954 trad hij voor het eerst op en twee jaar later had hij al succes. Eind jaren vijftig kreeg hij een platencontract en tot 1974 stond hij geregeld in de hitparade. Monro werd wel de zingende buschauffeur genoemd omdat hij in het begin van zijn carrière onder andere buschauffeur was. De pianiste Winifred Atwell bedacht zijn pseudoniem en hielp hem aan een contract bij Decca Records.
Hoewel Monro in de jaren vijftig een album uitbracht, kwam zijn carrière pas in de jaren zestig echt van de grond. Billboard riep hem in 1961 uit tot Top International Act. Monro zong de titelsong van de Bondfilm From Russia with Love (1963). In 1964 nam hij deel aan het Eurovisiesongfestival en eindigde achter Gigliola Cinquetti op de tweede plaats met I love the little things. De Oostenrijkse deelnemer Udo Jürgens werd zesde. Monro vond diens lied Warum nur warum zo goed dat hij het coverde als Walk away, met een Engelse tekst van zijn manager Don Black. Hij scoorde er in datzelfde jaar een grote hit mee. Toen hij in 1965 nog voor The Beatles het nummer Yesterday uitbracht werd ook dat een hit. In 1966 haalde hij een hit met het door John Barry en Don Black geschreven titelnummer voor de film Born Free dat zijn lijflied werd.
Matt Monro overleed op 54-jarige leeftijd aan leverkanker.

## Hitsingles
- Portrait of My Love (1960)
- My Kind of Girl (1961)
- Softly As I Leave You (1962)
- From Russia with Love (1963)
- Walk Away (1964)
- Yesterday (1965)
- And You Smiled (1973)